# Korjo-saram
Korjŏsaram (korejsky: 고려사람, popř.: Korjŏin 고려인, rusky: Корёсарам, Корёин) je označení etnické minority Korejců, žijících v zemích bývalého Sovětského svazu.  Jedná se převážně o Kazachstán, kde Korjŏsaram tvoří osmou nejpočetnější národnostní menšinu. První předkové této etnické menšiny přišli v roce 1863 na území dnešního Ruska a Dálného východu. 

## Etymologie
Předkové této menšiny přicházeli na území dnešního Ruska a Dálného východu z korejského království Korjŏ 

## Historie
Od poloviny 19. století se na ruský Dálný východ stěhovali za prací bezzemci z přelidněného Korejského poloostrova. V roce 1917 byl jejich počet odhadnut na 100 000. V okolí příhraničního města Posjet tvořili až 90 % obyvatel. V roce 1937 rozhodl Josif Vissarionovič Stalin[zdroj?] o deportaci korejského obyvatelstva.  Důvodem byla obava, že pokud by Japonsko (k němuž tehdy Korea patřila) napadlo Sovětský svaz, mohli by se korjo-saram přidat na stranu nepřítele. V září a říjnu toho roku bylo 170 000 z celkového počtu téměř dvou set tisíc Korejců z Přímořského kraje násilně přesídleno do neobydlených pustin střední Asie.
V roce 1956 bylo vyhnanství korjo-saram zrušeno a v roce 1993 byli plně rehabilitováni.

## Současnost
Dnes používá většina korjo-saram jako hlavní jazyk ruštinu místo korejštiny.

## Film
V roce 2007 byl o vysídlení natočen dokumentární film Korjo-saram: Nespolehliví lidé. 

## Sachalin
Mezi korjo-saram se nepočítá malá komunita Sachalinských Korejců, kteří byli na ostrov přivezeni ve třicátých letech Japonci jako levná pracovní síla a zůstali na Sachalinu i po jeho dobytí Sověty.

## Gastronomie
Korjo-saram mají svéráznou kuchyni, spojující ruské a korejské vlivy. Nejznámějším jídlem je mrkev po korejsku, náhražka kimčchi vyvinutá proto, že v SSSR se nedalo sehnat čínské zelí.

## Známí korjo-saram
- Viktor Coj — zpěvák a skladatel, frontman skupiny Kino
- Nelly Kimová — mistryně světa a olympijská vítězka v gymnastice
- Denis Ten — kazašský krasobruslař, vicemistr světa 2013
- Sergej Lim — judista z Uzbekistánu a Kazachstánu, mistr Asie v judu z roku 2012
- Vitalij Kim - ukrajinský politik, od. 25 listopsdu 2020 předseda regionální správy Mykolajivské oblasti Ukrajiny.